# عين الأربعاء
عين الأربعاء هي إحدى بلديات ولاية عين تموشنت الجزائرية . وتعد من اكبر المدن فيها وتتواجد فيها عدد من الكهوف القديمة و أصبحت ضمن ولاية تموشنت الجزائرية في التقسيم الاداري الذي حدث في عام 1948